# Rosa Albach-Retty
Rosa Albach-Retty (Hanau, 26 dicembre 1874 – Baden, 26 agosto 1980) è stata un'attrice austriaca.
Era la madre dell'attore Wolf Albach-Retty (1906-1967), nonché figlia dell'attore e regista Rudolf Retty (1845-1913) e di Catarina Maria "Kate" Schaeffer, nonché la nonna paterna dell'attrice Romy Schneider.

## Filmografia parziale
- Geld auf der Straße, regia di Georg Jacoby (1930)
- Episodio (Episode), regia di Walter Reisch (1935)
- Maria Ilona, regia di Géza von Bolváry (1939)
- Angeli senza felicità (Wen die Götter lieben), regia di Karl Hartl (1942)
- Wien 1910, regia di E.W. Emo (1943)
- Maria Theresia, regia di Emil E. Reinert (1951)
- Il congresso si diverte (Der Kongreß tanzt), regia di Franz Antel (1955)